# Élections générales néo-brunswickoises de 1917
L'élection générale néo-brunswickoise de 1917, aussi appelée la 34e élection générale, eut lieu le 24 février 1917 afin d'élire les membres de la 34e législature de l'Assemblée législative du Nouveau-Brunswick, au Canada.
Même si les partis politiques n'étaient pas encore reconnus par la loi, les 21 députés formant le gouvernement se déclarèrent conservateurs tandis que les 27 députés formant l'Opposition officielle se déclarèrent libéraux.